# سیمونا ریشتر
سیمونا ریشتر (رومانیایی: Simona Richter؛ زادهٔ ۲۷ مارس ۱۹۷۲) جودوکار زن اهل رومانی بود.
وی در مسابقات کشوری و بین‌المللی در مجموع برندهٔ ۱ مدال برنز شده‌است.